# Star Ocean

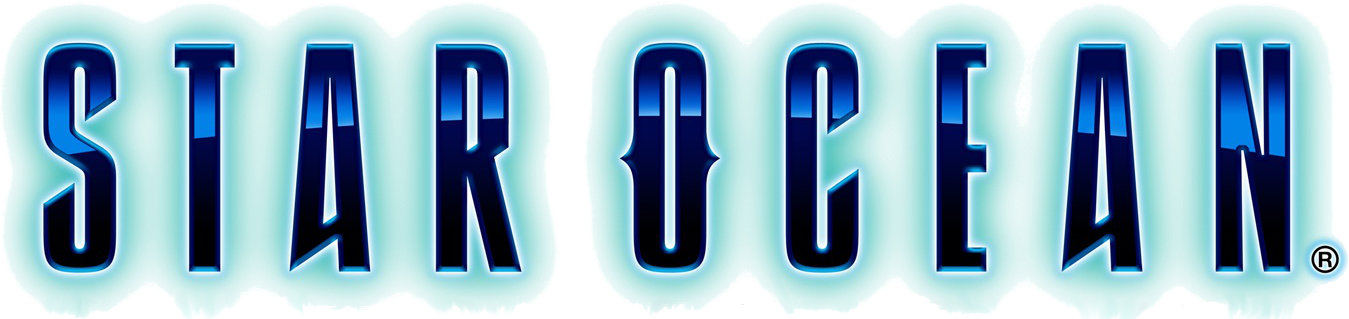
Il logo della serie.

Star Ocean (スターオーシャン?, Sutā Ōshan) è una serie videogiochi di ruolo d'azione sviluppati dalla casa giapponese tri-Ace e pubblicata dalla Square Enix (originariamente Enix).

## Creazione e influenze
Gli sviluppatori della tri-Ace hanno creato la serie Star Ocean con un'impostazione prettamente fantascientifica. Sono ben visibili richiami a Star Trek, citato spesso come una delle maggiori influenze per le scenografie del videogioco. Mentre nel primo videogioco Star Ocean era presente una maggior quantità di elementi fantasy per far appello ad un maggior pubblico, con i capitoli successivi ci si sposta verso atmosfere molto più orientate al sci-fi, arrivando fino a Star Ocean: Till the End of Time, descritto dal suo produttore Yoshinori Yamagishi come la "visione definitiva" della tri-Ace dell'"intero universo di Star Ocean". Il lungo lasso di tempo intercorso tra Star Ocean: The Second Story e Till the End of Time, in termini di in-universe chronology, può essere esplicata dalla scelta della serie di enfatizzare l'aspetto della scenografia del mondo immaginario piuttosto che focalizzarsi sui suoi personaggi.

## La serie

### Serie principale
- Star Ocean (1996) per Super Nintendo Entertainment System
- Star Ocean: The Second Story (1998) per PlayStation
- Star Ocean: Till the End of Time (2003) per PlayStation 2
- Star Ocean: The Last Hope (2009) per Xbox 360, PlayStation 3 (edizione International)
- Star Ocean: Integrity and Faithlessness (2016) per PlayStation 3 e PlayStation 4
- Star Ocean: The Divine Force (2022) per PlayStation 5, PlayStation 4, Xbox Series X e Series S, Xbox One e Microsoft Windows

### Spin-Off
- Star Ocean: Blue Sphere (2001) per Game Boy Color
- Star Ocean: Material Trader (2013) per Android e iOS

### Remake
- Star Ocean: First Departure (2007) per PlayStation Portable
- Star Ocean: Second Evolution (2008) per PlayStation Portable

## Manga e anime
Esiste una serie manga incompleta creata da Mayumi Azuma basata su Star Ocean: The Second Story, che è diventata una serie anime intitolata Star Ocean EX, anche questa mai completata. L'anime consiste in 26 episodi che ripercorrono gli eventi contenuti nel primo disco del secondo capitolo pubblicato per la PlayStation. Per completare le serie incolse del manga e dell'anime, furono pubblicati in Giappone cinque Drama-CD, utilizzando gli stessi doppiatori della serie anime.